# Mihaila Ravicha
Mihaila Ravicha är en bergstopp i Antarktis. Den ligger i Västantarktis. Inget land gör anspråk på området. Toppen på Mihaila Ravicha är 90 meter över havet.
Terrängen runt Mihaila Ravicha är platt, och sluttar norrut. Trakten är obefolkad. Det finns inga samhällen i närheten.